# Johann VII. Droste zu Hülshoff
Johann VII. von Droste zu Hülshoff (* 1467; † 1539) war ein Ratsherr und Bürgermeister der Stadt Münster vor der Reformationszeit und Gutsbesitzer von Burg Hülshoff.

## Leben

### Herkunft und Familie
Johann VII., aus der 11. bekannten Generation der Droste zu Hülshoff, war der älteste Sohn des Bürgermeisters von Münster Johann VI. Droste zu Hülshoff und seiner Frau Christina von Strick. Von seinem Vater erbte er Burg Hülshoff sowie weiteren Gutsbesitz. Er hatte einen jüngeren Bruder Bernhard, dem er nach dem Testament seines Vaters Besitzungen in Roxel, Havixbeck, Altenberge, Sendenhorst und Amelsbüren übergeben musste, die jedoch nach dem Tode von dessen Sohn wieder an Gut Hülshoff zurückfielen. Eine Schwester Anna heiratete Johann von Warendorf (Adelsgeschlecht) – ein früherer, gleichnamiger Verwandter war 31-mal zwischen 1379 und 1418 Bürgermeister von Münster gewesen, ein anderer Familienzweig regierte generationenlang die wichtigste Hansestadt Lübeck. Eine andere Schwester Margaretha war Nonne im Kloster Niesing in Münster. Die dritte Schwester war die erste von zwei Äbtissinnen der Droste zu Hülshoff im Kloster Hohenholte.
Johann VII. heiratete 1494 Benedicta von Warendorp, die einen bedeutenden Brautschatz von 750 Goldgulden in die Ehe brachte, den er sofort investierte. Mit ihr hatte er zwei Söhne, seinen Stammfolger Heinrich I. von Droste zu Hülshoff, Johann, Scholaster in Stift St. Martini (Münster) sowie die Tochter Adelheid, Cellerarin im Kloster St. Aegidii (Münster).

### Ratsherr und Bürgermeister von Münster

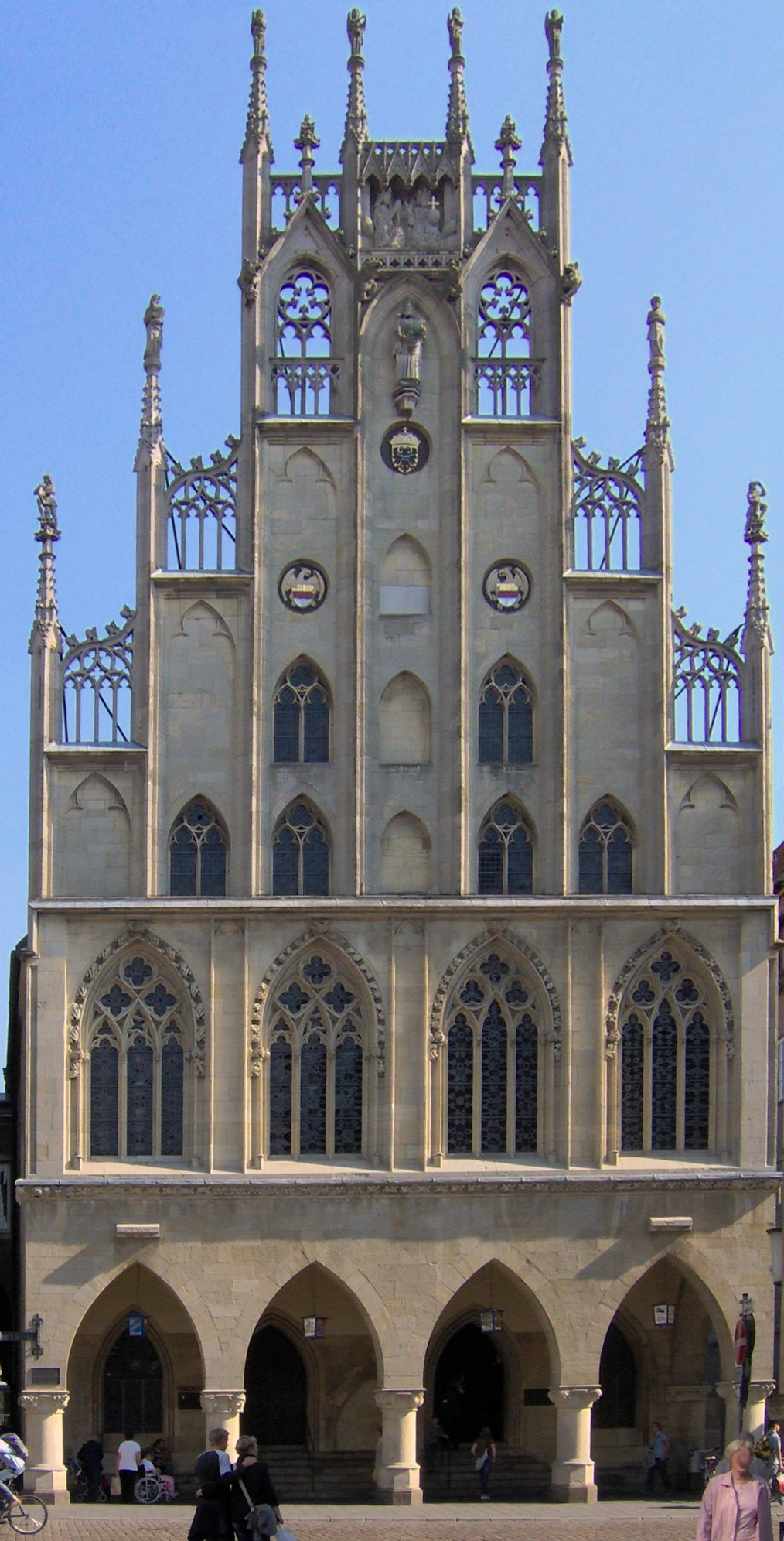
Historisches Rathaus Münster

Wie seine Vorfahren war Johann VII. Ratsherr und in den Jahren 1494 und 1502 ein allgemein geachteter Bürgermeister von Münster, das zu dieser Zeit als "Vorort" der westfälischen Hansestädte  wirtschaftlich und kulturell blühte. 1494 vertrat er Münster als Vorort des westfälischen Hansequartiers (zu dem auch die Städte Dortmund, Osnabrück und Soest mit den sie umgebenden Orten gehörten) auf dem Hansetag in Bremen, außerdem war er Gesandter zum Hansetag 1498. Seine Amtszeit im Stadtrat überschnitt sich mit der seines Vaters und seines Onkels, Bürgermeister Everwin II. von Droste zu Handorf. In fortgeschrittenem Alter durchlebten die beiden Letztgenannten die Reformationswirren in Münster. 1525 war Johann VII. beteiligt, als protestierende Bürger dem Stadtrat vor dem Rathaus eine umfangreiche Beschwerdeschrift übergaben, in der u. a. gefordert wurde, dass die geistlichen Institutionen ihre wirtschaftliche Betätigung einstellen sollten, welche den Gilde (Kaufleute)n ein Dorn im Auge war. Der Stadtrat setzte daraufhin einen Ausschuss ein, dessen Mitglied Johann VII. war, welcher das Domkapitel visitieren und dessen Arbeitsgeräte, Briefe sowie Rechnungen beschlagnahmen sollte. Das Domkapitel antwortete ausweichend und verließ die Stadt, der Bischof verklagte die Stadt. Johann VII. scheint die bis dahin berechtigten Reformforderungen weiter unterstützt zu haben und ermöglichte mit anderen zusammen dem Reformprediger Bernd Rothmann seine Studienreise in die Städte der Reformation, auf der er sich so radikalisierte, dass er der Hauptprediger der Täuferbewegung wurde. Wegen der nun eintretenden Radikalisierung legten die Ratsmitglieder aus der Familie Droste 1530 ihre Ämter nieder und verließen die Stadt, obwohl der Stadthof am Krummen Timpen immer noch Hauptwohnsitz der Familie war. Sie berieten Bischof Franz von Waldeck und versuchten vergeblich, zwischen ihm und dem sich anbahnenden Täuferreich im Sinne der Religionsfreiheit zu vermitteln. Noch 1532 mussten beide Familienmitglieder als Schöffen des Kirchspiels Überwasser zusammen mit protestantisch gesonnenen Sprechern der Gilde auch der Äbtissin Ida von Merveldt  Reformforderungen überbringen. Die Protestanten warfen beiden dennoch vor, es „mit dem geschorenen Haufen“ (d. h. den katholischen Geistlichen) zu halten.

### Flucht nach Hülshoff
1530 versuchte Johann VII. vergeblich, aus dem Stadthof der Familie am Krummen Timpen – bis dahin Hauptsitz der Familie – auf einem Fuhrwerk Wertsachen und Urkunden nach Burg Hülshoff zu retten. Als er mit dem Beladen endlich fertig war, hatten die neuen Stadtregenten inzwischen die Stadttore geschlossen und erlaubten nur dem Fuhrmann die Ausfahrt mit den Pferden. Johann VII. musste sich zu Fuß heimlich aus der Stadt schleichen; die Wagenladung – mit dem unersetzlichen mittelalterlichen Familienarchiv – musste zurückbleiben. Alles tauchte nie wieder auf, weil das Täuferreich in der Stadt alle Wertsachen konfiszierte und alle Urkunden verbrannte. Auch Johanns VII. Schwester Margaretha musste aus dem Kloster St. Aegidii (Münster) 1534 vor den Täufern nach Hülshoff fliehen.

### Belagerung und Rückeroberung von Münster

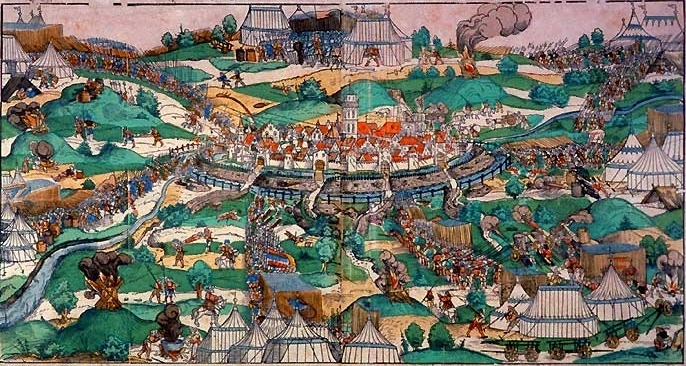
Rückeroberung von Münster aus der Täuferherrschaft

1535 musste Johann VII. als Vasall  des Bischofs Franz von Waldeck gemeinsam mit seinen Vettern und seinem Sohn Heinrich I. von Droste zu Hülshoff an der Belagerung und Rückeroberung der Stadt Münster mit vier Pferden und einem Reisigen teilnehmen. Als er zusammen mit seinem Sohn und neun Knechten zu seinem geplünderten Elternhaus, dem Stadthof am Krummen Timpen, kam, sollen ihm die Tränen gekommen sein. 1538 wurde er vom Bischof auch in den Landtag eingeladen, um über die Kriegskosten zu beraten, während die eigenen Güter durch die Kämpfe sehr gelitten hatten. Im gleichen Jahr musste der 70-jährige Johann VII. mit dem Bischof nochmals in den Krieg ziehen gegen den Grafen von Oldenburg, bevor er mit 72 Jahren starb.